# Thạch Tượng
Thạch Tượng là một xã thuộc huyện Thạch Thành, tỉnh Thanh Hóa, Việt Nam.
Xã Thạch Tượng có diện tích 37,97 km², dân số năm 1999 là 3201 người, mật độ dân số đạt 84 người/km².